# Zlatko Horvat
Zlatko Horvat (Zagreb, 25. rujna 1984.) je hrvatski rukometni reprezentativac i rukometaš mađarskog Dabasa. Igra na poziciji desnog krila. Godine 2012. bio je jedan od najboljih strijelaca Lige prvaka koju je igrao s RK CO Zagrebom. 

## Osobni život
Rodio se 25. rujna 1984. godine u Zagrebu gdje i odrastao i započeo svoju rukometnu karijeru.
Oženio se 2008. godine s bivšom rukometašicom Majom. Par je dugo prije braka bio u vezi, a poznavali su se i prije nego što su započeli vezu. Pet godina nakon vjenčanja dobili su sina Andreja, a u listopadu 2016. godine supruga Maja rodila je sina Pavla. Zlatko ističe kako uživa u zajedničkim trenucima sa svojom obitelji, a za vrijeme natjecanja najteže mu pada njihova odvojenost.
Zlatko često pomaže supruzi oko djece, a pošto je obično ujutro slobodan tada ih čuva uz pomoć baka i djedova. Nerijetko i priprema doručak ili ručak. Supruga Maja radi kao odgojiteljica u vrtiću, a tom zanimanju posvetila se nakon što se oprostila od rukometa i upisala studij.
U slobodno vrijeme, Zlatko se druži sa suprugom i svojim sinovima, a često se opušta i uz PlayStation.

## Karijera
Svoju rukometnu karijeru započeo je još kao desetogodišnjak, 1994. godine, u RK Croatia Osiguranju u Zagrebu (PPD Zagreb).
U prvoj postavi je od 2002. godine. Iako je imao neke inozemne ponude, Zlatko je ostao vjeran svome klubu u kojem igra od početka karijere. Kapetansku traku Horvat je naslijedio od Denisa Špoljarića kada je otišao u RK Celje.
Prvi naslov nacionalnog prvenstva osvojio je 2004. godine u dobi od 19 godina, a do danas je po broju osvojenih nacionalnih prvenstava postao svjetski rekorder.
Od 2005. godine Zlatko Horvat nastupa i za hrvatsku rukometnu reprezentaciju. Jedan je od ključnih igrača, a nerijetko se upisuje i kao strijelac s najvećim brojem pogodaka na utakmici.

## Najveća postignuća
Zlatko Horvat je svojom igrom postigao velike uspjehe kako za svoj klub tako i za Hrvatsku rukometnu reprezentaciju.
2012. godine bio je jedan od najboljih strijelaca u Ligi prvaka u kojoj je igrao sa svojim klubom RK Prvo plinarsko društvo Zagreb. Igrajući za Hrvatsku rukometnu reprezentaciju osvojio je srebro na Mediteranskim igrama u Almeriji 2005. godine, na Europskim prvenstvima u Srbiji 2012. godine i u Poljskoj 2016. godine sa svojom momčadi je osvojio broncu. Na svjetskom prvenstvu u Hrvatskoj, reprezentacija je osvojila srebro, a u Španjolskoj 2013. godine broncu. Na Olimpijskim igrama u Londonu 2012. godine reprezentacija je osvojila broncu. 

## Vanjske poveznice
- Zlatko Horvat, biografija.com
- Aktualni sastav, http://rk-zagreb.hr
- Zlatko Horvat, hrvatskarukometnareprezentacija.wordpress.com